# Svenskundervisning
Svenska är ett skolämne i framförallt Sverige och Finland. Språket kan studeras vid universitet i ett fyrtiotal länder.

## Svenskundervisning i Sverige

### Grundskolan
Inom den svenska grundskolan ges undervisning i svenska dels som modersmål, dels som andraspråk.

### Gymnasieskolan
Skolämnet svenska i den svenska gymnasieskolan är indelat i kurser 1, 2 och 3 av vilka 1 och 2 är kärnämnen, vilket innebär att alla elever oavsett gymnasieprogram läser dem.

### Vuxenutbildning
Kostnadsfri svenskundervisning erbjuds de flesta vuxna invandrare i Sverige inom ramen för Svenskundervisning för invandrare.

## Svenskundervisning i Finland

### Som undervisningsspråk
Svenska är undervisningsspråk i de svenskspråkiga skolorna (jfr finlandssvenskar) och studeras i dessa som modersmål och litteratur. Kommuner med svenska invånare skall ordna svensk skolgång för dem som anger svenska som modersmål vid skolanmälningen (oberoende av vilket språk som uppgivits vid folkbokföringen).
Det förekommer också daghem och skolor med svenskt språkbad, det vill säga daghem och skolor för finskspråkiga där personalen (som i allmänhet är tvåspråkig) talar svenska med barnen. I språkbadsskolorna är största delen av undervisningen på svenska på de lägre klasserna, med en gradvis förskjutning så att barnen i högstadiet har i huvudsak finskspråkig undervisning.
Invandrare i svenskspråkiga kommuner kan läsa svenska som andraspråk om de läser ett annat språk som modersmål.
Förutom i grundskolor och gymnasier är svenska undervisningsspråk i många yrkesskolor och i en handfull yrkeshögskolor och högre utbildningar. Svenska och nordiska språk kan studeras som bi- och huvudämnen vid flera universitet.

### Som det andra inhemska språket
Svenska som andra inhemska språket (se obligatorisk svenskundervisning i Finland) är obligatoriskt från sjätte klass (B1-språk) för elever med finska som modersmål och kan i en del skolor läsas som valbart första språk utöver modersmålet (A1-språk), vanligen från tredje klass, eller som frivilligt andra språk (A2-språk), vanligen från femte klass. 
Tidigareläggning av språkstarten har diskuterats. Ifråga om språkbad handlar det framförallt om resurser; språkbadsdaghem och -skolor kan i allmänhet inte ta emot alla sökande. För A-språk handlar det om statligt stöd för fler valmöjligheter, eventuellt specifikt svenska, också då undervisningsgrupperna riskerar att bli små. Den största utmaningen är elever som läser svenska som obligatoriskt språk och man har argumenterat för att en tidigare start skulle minska problemet med dålig motivation på grund av fördomar.
Svenska är ett obligatoriskt ämne också i yrkesskolor och högskolor. För högskoleexamen krävs minst ”nöjaktiga” muntliga och skriftliga kunskaper i svenska.
Elever som läser finska som andra språk (vid sidan av modersmålsundervisning i till exempel samiska eller något invandrarspråk) skall kunna läsa svenska som frivilligt språk.

## Svenskundervisning i resten av världen
Svenska finns som skolämne vid diverse skandinaviska eller svenska skolor i resten av världen.
Svenska undervisas vid drygt tvåhundra universitet utanför Sverige, i ett fyrtiotal länder. Utanför Norden bedrivs svenskundervisning i störst utsträckning i Tyskland, USA och Ryssland.
Språket ingår ofta i en examen i germanska språk, skandinavistik eller motsvarande, men kurser i svenska kombineras också med samhällsvetenskapliga och naturvetenskapliga utbildningar. Ofta ingår också Sverigestudier.